# Giacomo II di Scozia
Giacomo II di Scozia (Edimburgo, 16 ottobre 1430 – Roxburgh, 3 agosto 1460) è stato re di Scozia dal 1437 fino alla sua morte.

## Biografia
Nato a Holyrood Palace, figlio di Giacomo I di Scozia, Steward di Scozia, e di Giovanna Beaufort, figlia di John Beaufort, I conte di Somerset, e di Margaret Holland, Giacomo ebbe un fratello gemello più grande, Alessandro Stuart, duca di Rothesay, che visse abbastanza a lungo per ricevere una onorificenza ma morì infante.
Dopo l'assassinio del padre, avvenuta il 21 febbraio 1437, Giacomo con la madre trovò rifugio nei castelli di Edimburgo e Stirling. Fu comunque incoronato quello stesso anno, e poiché aveva solo 7 anni, fu sotto la reggenza dei vari conti e baroni che si accordarono per tenerlo lontano dagli affari di Stato. Solo nel 1449, raggiunta la maggiore età, Giacomo II riuscì a governare realmente il paese: il 3 luglio dello stesso anno, nella cappella di Holyrood Palace, ad Edimburgo, si sposò con la principessa olandese Maria di Gheldria, figlia di Arnoldo di Egmond, duca di Gheldria e Caterina di Kleve, figlia maggiore di Adolfo I di Kleve, duca di Cleves. Dalla loro unione nacquero sette figli:
- Un figlio senza nome in quanto nacque morto il 19 maggio 1450.
- Giacomo III di Scozia (1451 - 1488).
- Alessandro, duca d'Albany (1454 - 1485).
- Principessa Maria (1453 - 1488)
- Davide, conte di Moray (1456 - 1457).
- Giovanni, conte di Mar e Garioch (1456 - 1479).
- Principessa Margherita (1455? - ...).

Fu molto attivo in campo culturale, con la fondazione, nel 1451, dell'Università di Glasgow, grazie anche ad una bolla pontificia di papa Niccolò V, mentre in ambito legislativo riformò l'amministrazione giudiziaria. Infine il re scozzese rimise ordine nella produzione monetaria del regno, chiudendo numerose zecche non necessarie (come quelle di Aberdeen, Berwick, Edimburgo e Stirling). Tuttavia Giacomo fu perennemente in lotta come il padre, per contrastare il potere dei nobili scozzesi schierati contro quello regale. Prese per questo parte per i Lancaster nella guerra delle Due Rose, morendo però all'assedio di Roxburgh, a causa dell'esplosione di un cannone mentre accendeva la miccia. In quel periodo risiedeva nel castello di Hume. L'assedio continuò anche dopo la sua morte sotto il comando di George Douglas, IV conte di Angus che conquistò il maniero pochi giorni dopo. Alla sua morte Maria resse il trono di Scozia fino alla propria morte, in quanto suo figlio Giacomo III quando succedette al padre era ancora troppo piccolo per poter governare
Giacomo ebbe sei sorelle che si sposarono con rappresentanti di vari casati europei.

## Ascendenza
|                                    |                                            |                                  | Genitori                             |  |  | Nonni |  |  | Bisnonni             |  |  | Trisnonni      |  |
|                                    |                                            |                                  |                                      |  |  |       |  |  | Roberto II di Scozia |  |  | Walter Stewart |  |
|                                    |                                            |                                  |                                      |  |  |       |  |  | Roberto II di Scozia |  |  | Walter Stewart |  |
|                                    |                                            | Marjorie Bruce                   |                                      |  |  |       |  |  | Roberto II di Scozia |  |  |                |  |
| Roberto III di Scozia              |                                            |                                  |                                      |  |  |       |  |  | Roberto II di Scozia |  |  |                |  |
|                                    |                                            | Elizabeth Mure                   | Sir Adam Mure                        |  |  |       |  |  |                      |  |  |                |  |
|                                    |                                            | Elizabeth Mure                   | Sir Adam Mure                        |  |  |       |  |  |                      |  |  |                |  |
|                                    |                                            | Elizabeth Mure                   | Joan Cunningham                      |  |  |       |  |  |                      |  |  |                |  |
| Giacomo I di Scozia                |                                            | Elizabeth Mure                   |                                      |  |  |       |  |  |                      |  |  |                |  |
|                                    |                                            | John Drummond di Lennox          | …                                    |  |  |       |  |  |                      |  |  |                |  |
|                                    |                                            | John Drummond di Lennox          | …                                    |  |  |       |  |  |                      |  |  |                |  |
|                                    |                                            | John Drummond di Lennox          | …                                    |  |  |       |  |  |                      |  |  |                |  |
| Annabella Drummond                 |                                            | John Drummond di Lennox          |                                      |  |  |       |  |  |                      |  |  |                |  |
|                                    |                                            | Mary di Montifex                 | Sir William Montifex                 |  |  |       |  |  |                      |  |  |                |  |
|                                    |                                            | Mary di Montifex                 | Sir William Montifex                 |  |  |       |  |  |                      |  |  |                |  |
|                                    |                                            | Mary di Montifex                 | …                                    |  |  |       |  |  |                      |  |  |                |  |
| Giacomo II di Scozia               |                                            | Mary di Montifex                 |                                      |  |  |       |  |  |                      |  |  |                |  |
|                                    | Giovanni Plantageneto, I duca di Lancaster | Edoardo III d'Inghilterra        |                                      |  |  |       |  |  |                      |  |  |                |  |
|                                    | Giovanni Plantageneto, I duca di Lancaster | Edoardo III d'Inghilterra        |                                      |  |  |       |  |  |                      |  |  |                |  |
|                                    | Giovanni Plantageneto, I duca di Lancaster | Filippa di Hainaut               |                                      |  |  |       |  |  |                      |  |  |                |  |
| John Beaufort, I conte di Somerset | Giovanni Plantageneto, I duca di Lancaster |                                  |                                      |  |  |       |  |  |                      |  |  |                |  |
|                                    |                                            | Katherine Swynford               | Payne De Roet                        |  |  |       |  |  |                      |  |  |                |  |
|                                    |                                            | Katherine Swynford               | Payne De Roet                        |  |  |       |  |  |                      |  |  |                |  |
|                                    |                                            | Katherine Swynford               | …                                    |  |  |       |  |  |                      |  |  |                |  |
| Giovanna Beaufort                  |                                            | Katherine Swynford               |                                      |  |  |       |  |  |                      |  |  |                |  |
|                                    |                                            | Thomas Holland, II conte di Kent | Thomas Holland, I conte di Kent      |  |  |       |  |  |                      |  |  |                |  |
|                                    |                                            | Thomas Holland, II conte di Kent | Thomas Holland, I conte di Kent      |  |  |       |  |  |                      |  |  |                |  |
|                                    |                                            | Thomas Holland, II conte di Kent | Giovanna di Kent                     |  |  |       |  |  |                      |  |  |                |  |
| Margaret Holland                   |                                            | Thomas Holland, II conte di Kent |                                      |  |  |       |  |  |                      |  |  |                |  |
|                                    |                                            | Alice FitzAlan                   | Richard FitzAlan, X conte di Arundel |  |  |       |  |  |                      |  |  |                |  |
|                                    |                                            | Alice FitzAlan                   | Richard FitzAlan, X conte di Arundel |  |  |       |  |  |                      |  |  |                |  |
|                                    |                                            | Alice FitzAlan                   | Eleonora di Lancaster                |  |  |       |  |  |                      |  |  |                |  |
|                                    |                                            | Alice FitzAlan                   |                                      |  |  |       |  |  |                      |  |  |                |  |